# Citrinophila regularis
Citrinophila regularis är en fjärilsart som beskrevs av Schultze och Aurivillius 1910/11. Citrinophila regularis ingår i släktet Citrinophila och familjen juvelvingar. Inga underarter finns listade i Catalogue of Life.